# Everyday (Takagi & Ketra)
Everyday è un singolo del duo italiano di produttori discografici Takagi & Ketra, pubblicato il 13 ottobre 2023.

## Antefatti
Su come è nata la canzone Takagi & Ketra hanno spiegato:
Sulla partecipazione di Anna hanno inoltre aggiunto:

## Descrizione
Il brano presenta la collaborazione dei rapper italiani Shiva, Anna e Geolier, i quali ne sono inoltre autori insieme al cantautore italiano Tananai e al duo Takagi & Ketra, che l'hanno anche prodotto.
Takagi & Ketra sperimentano nuove sonorità con una ballata urban che fonde tre stili differenti, incastrati alla perfezione in un gioco di botta e risposta reciproco e totalizzante, che diventa una sfrontata dichiarazione d'amore appassionante come solo le storie d'amore giovanili sanno essere. La canzone è il racconto di una storia travagliata, un amore travolgente e una passione a cui si pensa "everyday".
Musicalmente il brano è composto con un tempo andante di 78 battiti per minuto e in tonalità di Do diesis minore.

## Tracce
Testi di Andrea Arrigoni, Fabio Clemente, Alessandro Merli, Alberto Cotta Ramusino, Emanuele Palumbo, Anna Pepe, musiche di Fabio Clemente, Alessandro Merli.
1. Everyday (feat. Shiva, Anna e Geolier) – 3:10

## Classifiche

### Classifiche settimanali
| Classifica (2023) | Posizione massima |
| ----------------- | ----------------- |
| Italia            | 1                 |
| Svizzera          | 44                |

### Classifiche di fine anno
| Classifica (2023) | Posizione |
| ----------------- | --------- |
| Italia            | 44        |
| Classifica (2024) | Posizione |
| Italia            | 33        |